# Disiarczek żelaza(II)
Disiarczek żelaza(II), FeS
2 – nieorganiczny związek chemiczny z grupy wielosiarczków, zawierający żelazo na II stopniu utlenienia. Anionem jest disiarczek, S2−
2, w którym atomy siarki połączone są wiązaniem pojedynczym. Występuje naturalnie jako piryt, markazyt i in. Struktura pirytu przypomina chlorek sodu, NaCl, gdzie atomy żelaza zajmują miejsca atomów sodu, a grupy S
2 miejsca atomów chloru, przy czym układ S−S nie jest równoległy do żadnej osi komórki elementarnej. Struktura markazytu jest podobna, ale mniej regularna i bywa określana jako wariant rutylu (TiO
2). Piryt jest jednym z najpowszechniej występujących minerałów siarki i jest najważniejszym źródłem siarki w przemyśle. 
Można go otrzymać np. przez ogrzewanie Fe
2O
3 z H
2S lub FeS z H
2S lub z siarką:
8FeS + S
8 → FeS
2
FeS + H
2Saq → FeS
2 + H
2↑
Jest związkiem bardzo trwałym w normalnych temperaturach. Podczas prażenia na powietrzu rozkłada się z wydzieleniem dwutlenku siarki, SO
2:
4FeS
2 + 11O
2 → 2Fe
2O
3 + 8SO
2↑,
który jest wykorzystywany do produkcji kwasu siarkowego.
Natomiast jeżeli prażenie odbywa się bez dostępu powietrza, siarka w FeS
2 ulega dysproporcjonowaniu:
2FeS
2 → 2FeS + S
2↑